# Où veux-tu qu'je r'garde ?
Albums de Noir Désir
Veuillez rendre l'âme (à qui elle appartient)
(1989)
Singles
1. Où veux-tu qu'je r'garde ?
Sortie : septembre 1986
2. Toujours être ailleurs
Sortie : 7 septembre 1987

Où veux-tu qu'je r'garde ? est le premier album du groupe de rock français Noir Désir. Sorti le 31 janvier 1987, avec des enregistrements faits par Ted Horizon, il est produit par l'Américain Theo Hakola, alors chanteur du groupe franco-américain Passion Fodder.

## Analyse artistique
Ce premier opus de six titres (plus un mini LP qu'un véritable album) annonce déjà clairement vers quels horizons Noir Désir va se tourner. Les textes sont lyriques, travaillés et porteurs de sens ; ils savent toucher tout un public allant de l'adolescent à un auditoire moins jeune. La chanson Toujours être ailleurs, témoigne d'un mal-être, si caractéristique de certains poètes français (Baudelaire, Rimbaud) puis repris par certains chanteurs (comme Léo Ferré). La chanson La Rage préfigure tout le côté rebelle et révolutionnaire dont sera porteur ce groupe. Du point de vue de la musique, il n'y a pas de véritable révolution. L'influence est très clairement anglo-saxonne (la majorité des textes étant en français).

## Personnel

### Noir Désir
- Bertrand Cantat : chant, guitare, harmonica
- Serge Teyssot-Gay : guitare, chœurs
- Frédéric Vidalenc : basse, chœurs
- Denis Barthe : batterie, chœurs

### Équipe technique
- Theo Hakola : piano et orgue (non crédité), producteur
- Erwin Autrique : assistant production
- Philippe Huart : pochette

## Titres de l'album
| No | Titre                      | Durée |
| -- | -------------------------- | ----- |
| 1. | Où veux-tu qu'je r'garde ? | 4:43  |
| 2. | Toujours être ailleurs     | 4:32  |
| 3. | La Rage                    | 3:13  |
| 4. | Pyromane                   | 4:22  |
| 5. | Danse sur le feu Maria     | 3:56  |
| 6. | Lola                       | 5:10  |